# Samuel de los Reyes
Samuel de los Reyes Domínguez (ur. 15 lutego 1992 w Sewilli) – hiszpański piłkarz występujący na pozycji obrońcy.
W barwach drużyn CE Sabadell, Córdoba CF, CD Lugo i UE Llagostera rozegrał łącznie 96 spotkań i zdobył jedną bramkę w Segunda División.